# 北海道道1120号浜鬼志別港線
北海道道1120号浜鬼志別港線（ほっかいどうどう1120ごう はまおにしべつこうせん）は、北海道宗谷郡猿払村内を結ぶ一般道道（北海道道）である。

## 概要

### 路線データ
- 起点：北海道宗谷郡猿払村浜鬼志別（浜鬼志別港）
- 終点：北海道宗谷郡猿払村浜鬼志別（国道238号交点）
- 路線延長：0.4 km

## 歴史
- 1994年（平成6年）4月1日 - 路線認定[1]。

## 地理

### 通過する自治体
- 宗谷総合振興局
  - 宗谷郡猿払村

### 交差する道路
猿払村
- 国道238号 - 浜鬼志別（終点）